# Steve Gilmore

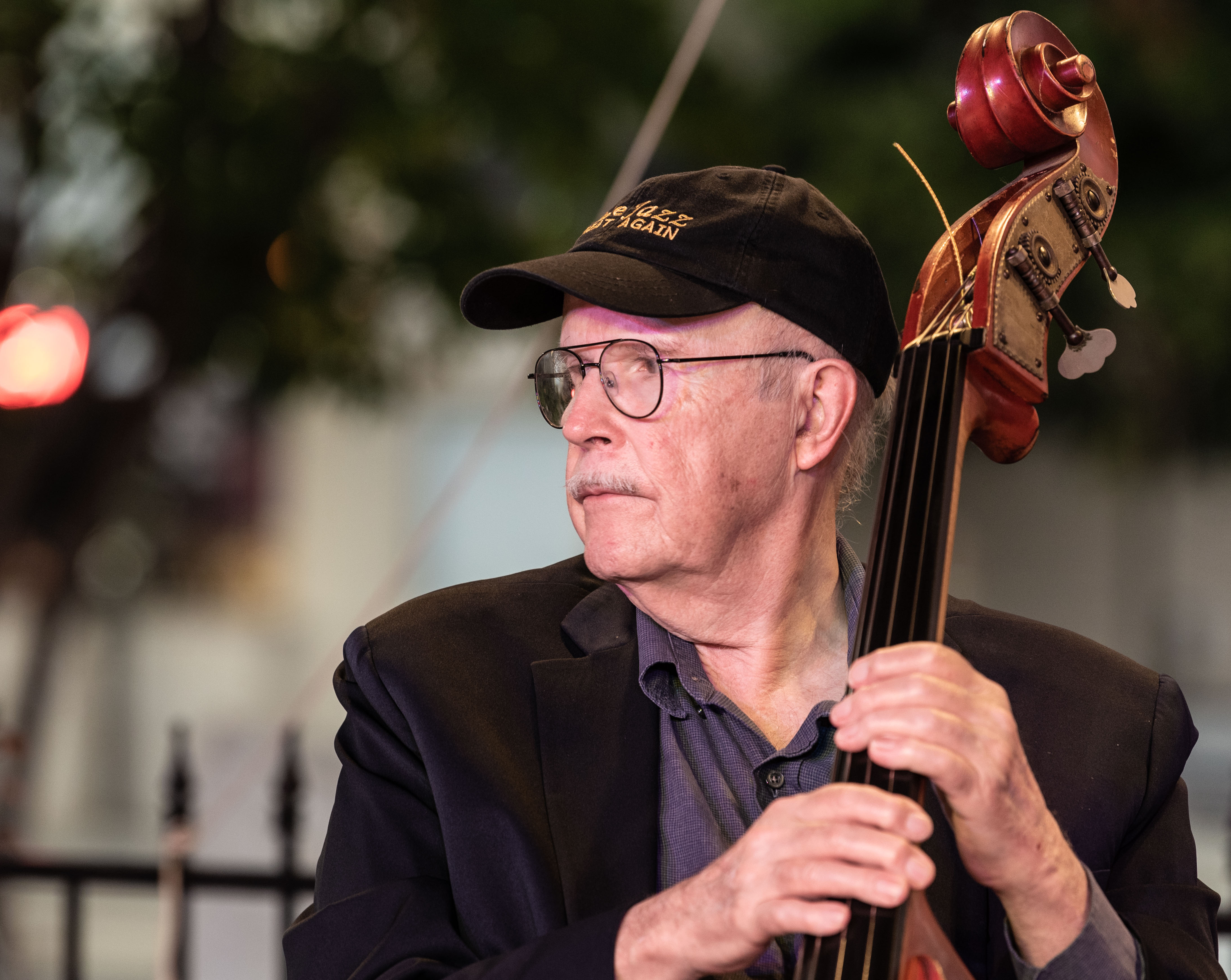
Steve Gilmore (2022)

Steven Dirk „Steve“ Gilmore (* 21. Januar 1943 in Trenton, New Jersey) ist ein US-amerikanischer Bassist des Modern Jazz. 
Gilmore begann mit zwölf Jahren auf dem Kontrabass zu spielen; 1957 trat er bereits in Philadelphia auf. Er studierte bis 1961 an Oscar Petersons „Advanced School of Contemporary Music“, wo Ray Brown sein Lehrer war. Anschließend spielte er in seiner Heimatstadt mit Bob Newman, Jerry Dodgion und Ray Bryant. Von 1967 bis 1971 war er bei Flip Phillips tätig, trat aber auch mit Ira Sullivan und Paul Winter auf. Dann bildete er eine feste Rhythmusgruppe mit Bill Goodwin, die zunächst für Al Cohn, Zoot Sims und Mose Allison (1972/73) arbeitete, aber auch für Tom Waits und das National Jazz Ensemble (unter Leitung von Chuck Israels). Ab 1974 begleitet dieses Team Phil Woods (zunächst gemeinsam mit Hal Galper). Daneben war er in der Band von Thad Jones/ Mel Lewis tätig. Mit John Coates Jr., Toshiko Akiyoshi, Dave Liebman, Susannah McCorkle, Tom Harrell, Jimmy Amadie oder Dizzy Gillespie ging er auf Tournee bzw. ins Studio.
Seine Basslinien gelten Martin Kunzler zufolge als „Optimallösungen“ eines Walking Bass, an denen sich gut zeigen lässt, „wie sehr Drive von der melodischen Komponente abhängt“. Entsprechend wurden diese Basslinien für Lehrwerke wie „Steve Gilmore Bass Lines, Exactly as Recorded“ transkribiert.

## Diskographische Hinweise
- Silver Threads (1984)
- I’m All Smiles (1994)